# The Kyiv Independent
The Kyiv Independent – anglojęzyczne ukraińskie medium założone w 2021 przez byłych pracowników Kyiv Post, zwolnionych za protesty przeciwko zbyt daleko idącemu uleganiu presji politycznej przez wydawcę.
15 listopada 2021 roku trzydziestoosobowa grupa z 50 zwolnionych dziennikarzy ogłosiła utworzenie nowej redakcji, plany wydania nowej gazety i uruchomienie nowego serwisu internetowego. 22 listopada 2021 roku miała miejsce oficjalna inauguracja e-gazety The Kiyv Independent. Pierwszy ukazał się biuletyn Ukraine Daily, od 2 grudnia 2021 wystartowała strona internetowa kyivindependent.com. Na redaktora naczelnego zespół jednogłośnie wybrał Olgę Rudenko.
Redakcja portalu postawiła nacisk na media społecznościowe. Powołano specjalny zespół, którego część pracuje za granicą. Materiały dziennikarzy The Kiyv Independent można czytać na Twitterze (obecnie X), Facebooku i Telegramie. Krótko po napaści Rosji na Ukrainę w 2022 roku liczba czytelników wzrosła do 2 milionów.